# 六所大神
六所大神（ろくしょだいじん）は、千葉県香取郡多古町北中にある神社である。旧社格は、村社。

## 由緒
多古町北中4番地に祀られており、旧中村の総鎮守である。祭神は、イザナギ・イザナミの夫婦神と、その子4神を合わせた6神が祀られている。
「神社明細帳」では由緒不明となっているが、故波木宮司が書いた「村社六所大神御記」には、承和年中（834-847年）物部匝瑳連が中村郷の郷社として創祀したと記されている。このため、物部神社とも呼ばれる。
村人の崇敬の念は深く、奉納物の中には「延喜式」と刻字されたものもある。境内の石碑にも「延喜式内」と書かれているが、どの神社に比定されるのか不明である。

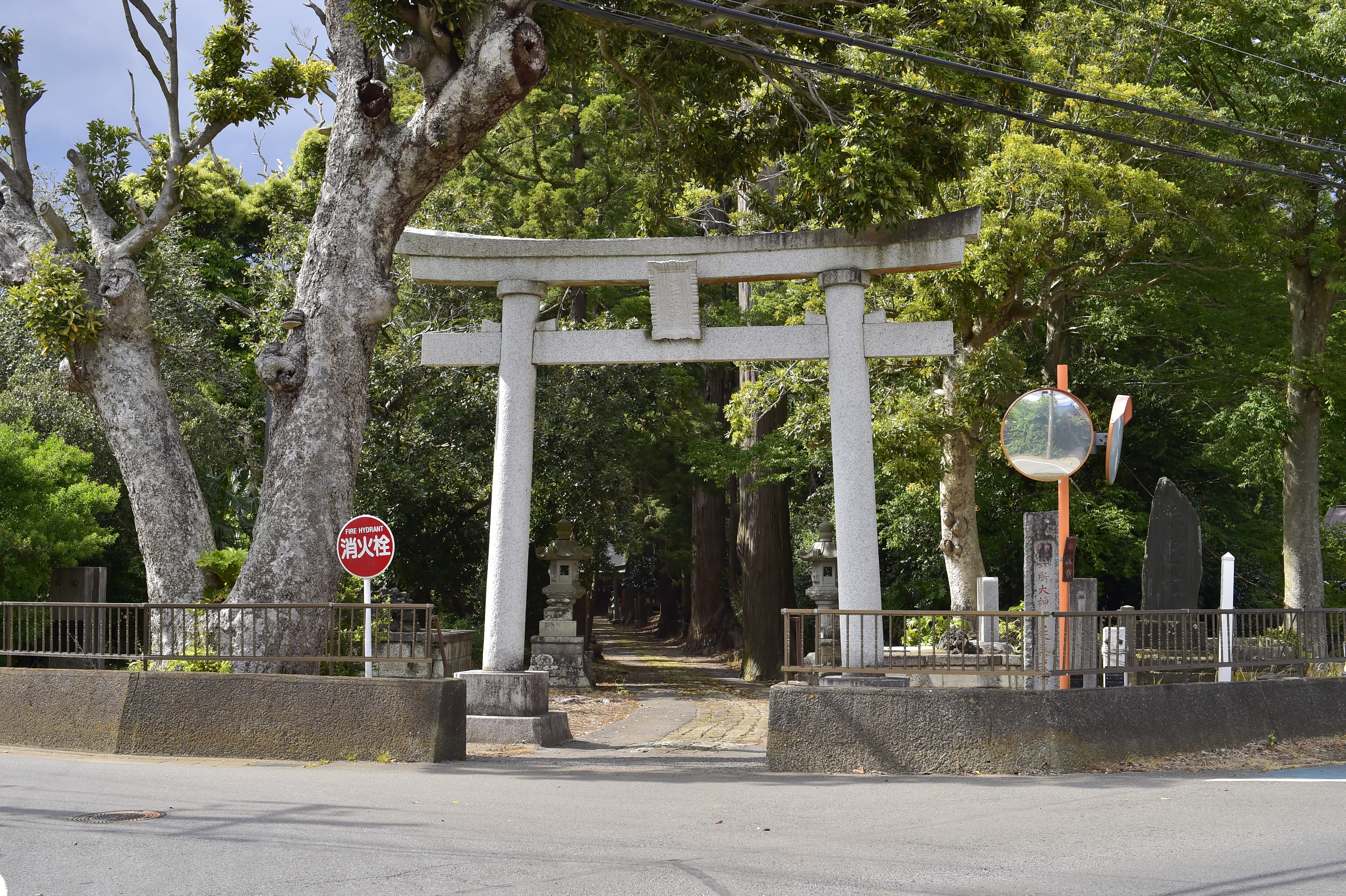
一の鳥居
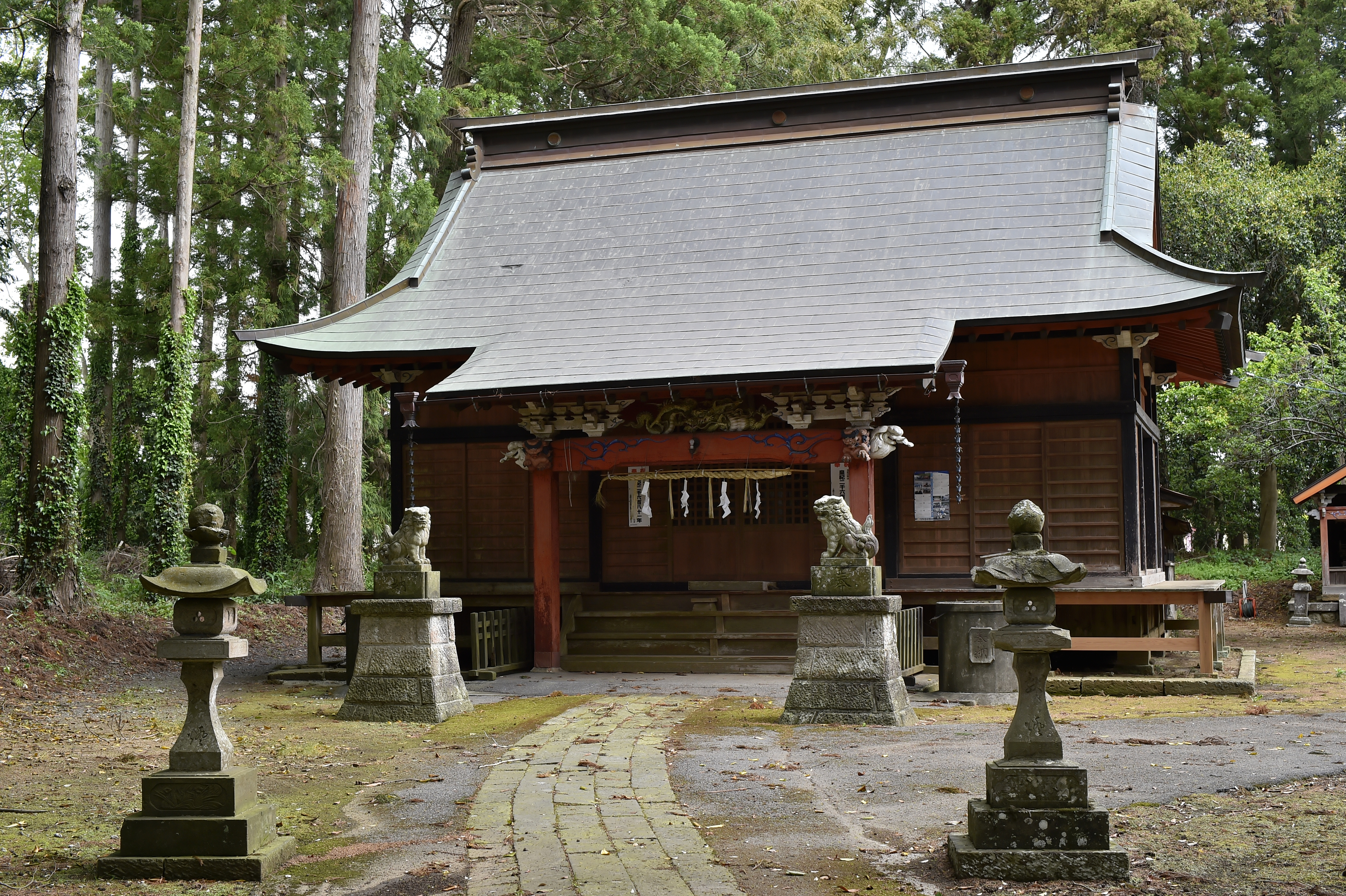
拝殿

## アクセス
- JR総武本線　八日市場駅から成田駅行きJRバス　南中下車　徒歩12分